# 上县四眼井
上县四眼井，位于中国广东省湛江市廉江市石城镇上县村，为湛江市廉江市的一个市级文物保护单位，类型为古遗址，公布时间为1987年12月1日。
上县四眼井的历史年代为明代。